# Kurt Grünebaum
Kurt Grünebaum (* 7. Mai 1910 in Gießen; † 8. Mai 1988 in Brüssel) war ein deutscher, später in Belgien lebender staatenloser Journalist. Nach der Machtergreifung durch die Nationalsozialisten in Deutschland wurde er aufgrund seiner jüdischen Herkunft verfolgt und emigrierte deshalb im März 1933.

## Leben und Wirken
Kurt Grünebaum war das älteste von vier Kindern des Lehrers Otto Grünebaum und dessen Gattin Johanna. Bereits als Jugendlicher trat er 1928 in die SPD und das Reichsbanner Schwarz-Rot-Gold, einen Wehrverband zum Schutz der demokratischen Republik, ein. Nach seinem Abitur am Landgraf-Ludwigs-Gymnasium in Gießen studierte er Rechtswissenschaften, zunächst ab 1928 an der Albert-Ludwigs-Universität Freiburg und ab 1929 an der Justus-Liebig-Universität Gießen. Dort bekam er ab 1931 persönlich die politischen Veränderungen zu spüren, als der Nationalsozialistische Deutsche Studentenbund die Mehrheit im Allgemeinen Studierendenausschuss der Universität Gießen erlangte und Sozialdemokraten, Juden, Kommunisten in Straßenkämpfe mit den Nationalsozialisten verwickelt wurden, an denen auch Grünebaum zuweilen teilnahm. Zugleich schrieb er von Kassel aus für jüdische und sozialdemokratische Zeitungen über einen Prozess am Amtsgericht Witzenhausen über einen Naziüberfall im Ortsteil Wendershausen sowie die anschließende Berufungsverhandlung. Bei diesen Berichten verwendete er erstmals das Kürzel „kg.“ zur Signatur seiner Artikel, was fortan lebenslang sein Erkennungszeichen blieb.
Dies alles führte im April 1932 zur unehrenhaften Entlassung Grünebaums aus der Universität. Er wechselte an die Universität zu Köln, um sein Studium fortzuführen. Dort lernte er seine zukünftige Frau Alice Freudenberg, Tochter eines Modehändlers aus Wuppertal, kennen, mit der er auf Empfehlung ihrer Eltern im März 1933 nach Brüssel floh, wo sie am 3. Juni 1933 in Ixelles heirateten. In Brüssel bekam er Kontakt zu Henri Michel, dem Chefredakteur der deutschsprachigen Wochenzeitung Grenz-Echo mit Sitz in Eupen, der ihn als ständigen Hauptstadtkorrespondenten für seine Zeitung anwarb. Darüber hinaus verpflichtete sich Grünebaum, für die politisch liberale französischsprachige Brüsseler Zeitung L’Indépendance Belge zu schreiben, die Anfang 1940 nach dem Einmarsch der Deutschen Wehrmacht zu Beginn des Zweiten Weltkriegs verboten wurde.
Grünebaum, der wie auch seine Frau mittlerweile die deutsche Staatsbürgerschaft abgegeben hatte und als Staatenloser registriert war, wurde am 10. Mai 1940 als unerwünschter Ausländer verhaftet, kam jedoch einen Tag später auf Intervention seines bisherigen Chefredakteurs wieder frei. Unmittelbar danach flüchtete er mit seiner Frau nach Ostende, wo er selbst erneut verhaftet und nach Frankreich abgeschoben wurde, wohingegen seine Frau mit Hilfe von Freunden untertauchen und so die Nazizeit überleben konnte.
Grünebaum wurde nach mehreren Zwischenstationen in das Internierungslager von Saint-Cyprien bei Perpignan verschickt, wo es ihm erlaubt wurde, eine „Lagerzeitung“ auszuarbeiten. Nach dem Ausbruch einer Typhusepidemie im Oktober 1940 wurde das Lager aufgelöst und Grünebaum mit Hunderten anderen Häftlingen in das Camp de Gurs verlegt. Im Frühjahr 1941 wurde er zu einem Holzfällerkommando im Internierungslager von Loriol-sur-Drôme abgestellt und kam schließlich Anfang 1942 in ein Arbeitslager bei Ruffieux, wo er erstmals wieder mit seiner Frau in Briefkontakt treten konnte.
Begünstigt durch die Nähe zur Schweiz gelang ihm im Sommer 1942 mit zwei Polen die Flucht in Richtung Genfer See. Dort fand er Aufnahme als Zivilinternierter in einem militärischen Internierungslager. Als solcher erhielt er eine Arbeit bei einem Holz- und Kohlenhändler und ab 1943 bei einem Bauern nahe Feldmeilen bei Zürich. Nebenbei fand er dort wieder Zeit, um kleine Berichte, diesmal für die Neue Zürcher Zeitung, zu verfassen und an der Universität Zürich Vorlesungen zu belegen.
Nach Kriegsende kehrte Grünebaum im Juni 1945 nach Brüssel zurück, wo ihn seine Frau erwartete. Bald nahm er seine Aufgaben als Korrespondent für die Tageszeitung Grenz-Echo wieder auf, bei der sein früherer Förderer, Michel, nach langer Konzentrationslagerhaft die Stellung des Chefredakteurs wieder einnahm. Darüber hinaus schrieb Grünebaum für diverse Zeitungen im In- und Ausland, darunter als ständiges Redaktionsmitglied in der belgischen sozialistischen Tageszeitung Le Peuple, als ständiger Korrespondent für die Neue Zürcher Zeitung, für das Escher Tageblatt in Luxemburg sowie für das Hauptstadtstudio des deutschsprachigen belgischen Rundfunks in Brüssel. Er forschte zudem schwerpunktmäßig im Bereich der deutsch-belgischen Beziehungen, in der Geschichte der Diplomatie und in der Geschichte des Sozialismus im 19. und 20. Jahrhundert. Außerdem nahm er eine Honorarstelle als Professor am Brüsseler Institut für Journalismus an.
Für seine publizistischen Verdienste wurde Grünebaum mit mehreren renommierten nationalen und internationalen Auszeichnungen geehrt.
Grünebaum starb am 8. Mai 1988 in Brüssel. Er war verheiratet mit der Journalistin Alice, geborene Freudenberger (1909–2005); die Ehe blieb kinderlos.

### Kurt-Grünebaum-Preis
In Gedenken an Kurt Grünebaum wurde auf Initiative seiner Frau Alice in Verbindung mit dem Grenz-Echo und der Deutschsprachigen Gemeinschaft der Kurt-Grünebaum-Preis eingeführt. Mit diesem soll die Arbeit von Journalisten gewürdigt werden, die den Beziehungen zwischen Brüssel und Ostbelgien, Frankophonen, Flamen und Deutschsprachigen besonderes Augenmerk schenken. Dieser Preis wird in unregelmäßigen Abständen verliehen und ist mit einer Geldspende verbunden.

#### Bisherige Preisträger
- 1990: Piet De Busschere, Financieel Economische Tijd
- 1992: Klaus-Peter Schmid, Die Zeit
- 1994: Jean de la Guérivière, Le Monde, Brüssel
- 1997: Michael Stabenow, Frankfurter Allgemeine Zeitung
- 2002: Marion Schmitz-Reiners, Chefredakteurin „Belgien-Magazin“
- 2010: Belgieninfo, online-Portal[1]
- 2012: Heinz Warny, Grenz-Echo[2]
- 2017: Heide Newson, Gesellschaftsreporterin[3]

## Ehrungen
- Ritterkreuz des belgischen Leopoldordens
- Ritterkreuz des belg. Kronenordens
- 1973: Bundesverdienstkreuz 1. Klasse
- 1983: Preis für Europäischen Journalismus

## Schriften
- Kongo im Umbruch. de Méyère, Brüssel 1960